# Le Sens de la nuit
Le Sens de la nuit est un tableau du peintre belge René Magritte réalisé en 1927. Cette huile sur toile surréaliste représente deux hommes vêtus de façon identique qui se tournent le dos dans un paysage de bord de mer dominé par un ciel sombre. Tandis que de petits nuages jonchent le sol, un amas gris informe où l'on ne reconnaît vraiment qu'un gant semble flotter dans l'air à côté de ces individus en manteau et chapeau melon, celui qui nous fait face ayant les yeux fermés. La peinture est conservée au sein de la Menil Collection, à Houston, aux États-Unis.